# Sensitisering
Sensitisering är den fysiska eller psykiska processen att bli sensibel eller känslig inför ett stimuli och därmed reagera starkare och starkare på stimulit.
Sensitisering sker exempelvis när någon dricker alkohol där ökad mängd ger ökad effekt, när man utsätts för ett antigen och får en immunreaktion (exempelvis av ett allergen som leder till en allergisk reaktion eller vid vaccination), eller när hormoner förbereder organ på aktiviteten av ett annat hormon.
Den internationella smärtorganisationen IASP beskriver sensitisering som ökad lyhördhet hos nociceptiva neuron för deras normala input och/eller rekrytering av ett svar vid normalt undertröskliga värden. Sådan sensitisering av smärta kan vara störd (exempelvis av störda signaler från serotonin), och leda till smärtförnimmelser i frisk vävnad, vilket också kallas central sensitisering.